# Marguerite des Baux
Marguerite des Baux (italienisch Margherita del Balzo; * 1394; † 15. November 1469) war Gräfin von Saint-Pol, von Brienne und von Conversano. Sie entstammte der Adelsfamilie der Les Baux, die ursprünglich aus der Provence stammt. Marguerite war mit Peter von Luxemburg, Graf von Brienne, Conversano und Saint-Pol (1390–1433) verheiratet. Unter ihren Nachkommen findet man Elizabeth Woodville, die Frau des englischen Königs Eduard IV., Maria Stuart, Heinrich IV. von Frankreich sowie alle englischen Monarchen seit 1509.

## Familie
Marguerite wurde 1394 als Tochter von Francesco des Baux (1330–1422) und dessen dritter Frau Sueva Orsini (1360–ca. 1430), einer Nachfahrin von Simon V. de Montfort und Eleanor von England, geboren.
Ihre Großeltern väterlicherseits waren Bertrand III. des Baux, Graf von Andria, Signore de Squillace und Marguerite d'Aulnay und ihre Großeltern mütterlicherseits waren Niccolò Orsini, Conte di Nola, und Jeanne de Sabran.

## Ehe und Nachkommen
Marguerite heiratete am 8. Mai 1405 Peter von Luxemburg, Graf von Saint-Pol, von Brienne und von Conversano, den ältesten Sohn von Johann II. von Luxemburg und dessen Frau Marguerite d'Enghien. Von seiner Mutter erbte Peter die Grafschaften von Brienne und Conversano sowie 1430 die Grafschaft von Saint-Pol von seiner Tante Jeanne de Luxembourg. Sein jüngerer Bruder Johann war im Hundertjährigen Krieg mit den Engländern verbündet und nahm 1430 Johanna von Orléans gefangen, die er für 10.000 Livres an die Engländer verkaufte.
Der Ehe entstammten folgende Kinder:
- Ludwig I. von Luxemburg (1418–1475)
  1. ⚭ Johanna von Bar, Gräfin von Marle und Soissons (1415–1462)
  2. ⚭ Maria von Savoyen (1448–1475)
- Jacquetta von Luxemburg (ca. 1415–1472)
  1. ⚭ John of Lancaster, 1. Duke of Bedford (1389–1435)
  2. ⚭ Richard Woodville, 1. Earl Rivers (ca. 1405–1469)
- Thibault von Luxemburg (ca. 1410–1477)
  1. ⚭ Philippa de Melun
- Jacques de Luxembourg-Ligny (1426–1487)
  1. ⚭ Jeanne, Gräfin von Moers und Saarwerden
  2. ⚭ Isabelle de Roubaix (1415–1498)
- Valeran von Luxemburg, jung verstorben
- Jean von Luxemburg, in Afrika gestorben
- Katharina von Luxemburg († 1492)
  1. ⚭ Arthur III., Herzog von Bretagne (1393–1458)
- Isabella von Luxemburg, Gräfin von Guise († 1472)
  1. ⚭ Karl IV. von Maine (1414–1472)

Marguerite starb am 15. November 1469 im Alter von 75 Jahren und wurde im Kloster Cercamp in Frévent, Pas-de-Calais, begraben. Ihr Mann Peter war bereits 1433 an der Pest gestorben.